# 철낭자
"철낭자"(鐵娘子)는 한국에서 제작된 고보수 감독의 1971년 영화이다. 호리리 등이 주연으로 출연하였고 신상옥 등이 제작에 참여하였다.

## 출연

### 주연
- 호리리
- 남궁훈